# گیورگی دوازدهم

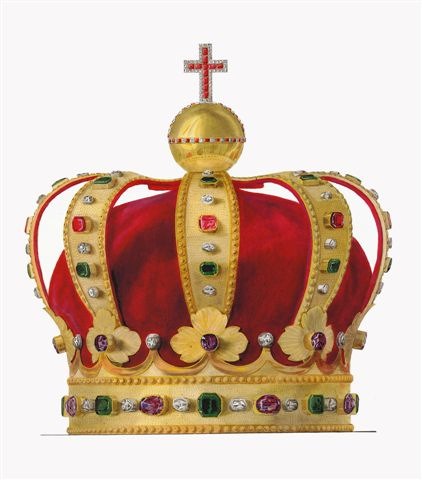
تاج گیورگی دوازدهم

گیورگی دوازدهم (به گرجی: გიორგი XII) آخرین پادشاه گرجستان بود. وی فرزند ایراکلی دوم بود که در سال ۱۷۹۸ میلادی درگذشت و پس از مرگ او حکومت گرجستان به گیورگی رسید. دوران حکومت او همزمان با جنگ ایران و روسیه بر سر قفقاز بود. گیورگی دوازدهم در سال ۱۸۰۰ درگذشت و پس از آن امپراتوری روسیه گرجستان را ضمیمهٔ خاک خود کرد.